# Cratere Nicole
Nicole  è un cratere sulla superficie di Venere.